# 하얼빈 빙구관
하얼빈 빙구관(중국어 간체자: 哈尔滨冰球馆, 정체자: 哈爾濱冰球館)은 중화인민공화국 헤이룽장성 하얼빈시에 있는 실내 스포츠 경기장으로  경기장의 수용 인원은 5,304명이다. 1996년 동계 아시안 게임과 2008년 세계 여자 아이스하키 선수권 대회의 주경기장으로 사용되었다.            

## 건물
하얼빈 아이스하키 경기장은 하얼빈 다오와이구 바취가 22호에 위치하고 있으며, 중화인민공화국 동계 스포츠 인프라의 초석이다. 1993년에 바취실내빙구관(중국어 간체자: 八区室内冰球馆, 정체자: 八區室内冰球館)이라는 명칭으로 설립되어 하얼빈시 체육국에서 운영하고 있다. 4개의 국제 표준 아이스링크(26×60m ~ 30×60m)를 갖춘 32,600 m2 규모의 중국 최대의 실내 동계 스포츠 훈련 및 경기 단지이다. 주경기장은 5,304명의 관중(VIP 좌석 104개 포함)을 수용할 수 있으며 IIHF, KHL 및 NHL이 정한 엄격한 표준을 충족한다.

## 역사적 이정표
- 1996년 동계 아시안 게임: 개막식을 개최하고 주요 경기장으로 활용하면서 국제무대에 처음 등장했다.[3]
- 기타 여러 대회: 30년 이상에 걸쳐 세계 피겨 스케이팅 그랑프리, 여자 세계 아이스하키 선수권 대회, 2009년 동계 유니버시아드 포함하여 100개가 넘는 경기를 개최했다.[3]
- 2025년 동계 아시안 게임: 제9회 하얼빈 동계 아시안 게임 (2025년 2월 7일~14일) 남자 아이스하키 경기장으로 지정되어 개최되었다.[4]